# Arcanum: Of Steamworks and Magick Obscura
Arcanum: Of Steamworks and Magick Obscura è un videogioco di ruolo sviluppato dalla Troika Games e pubblicato dalla Sierra Entertainment per Microsoft Windows. Arcanum è uscito il 21 agosto 2001 nel Nord America e il 24 agosto dello stesso anno in Europa. Il gioco sfoggia una visuale isometrica e un'ambientazione caratterizzata da elementi tipici dello steampunk e del fantasy.

## Trama
Il gioco si apre con il nostro personaggio in viaggio sul nostro Zeppelin, durante il suo volo d'inaugurazione. Ma il nostro dirigibile, mentre sorvola un paese sconosciuto, improvvisamente viene attaccato da uno stormo di aerei da combattimento, guidati da un gruppo di ogre. Dopo l'attacco, il nostro mezzo volante di locomozione a idrogeno precipita rovinosamente e in questa drammatica sciagura l'unico sopravvissuto è il nostro personaggio. Ripresosi dall'incidente, il nostro eroe trova vicino ai relitti del dirigibile uno gnomo in fin di vita. Il nostro personaggio intavola con il moribondo un dialogo che culmina in un'ultima accorata richiesta: la consegna di un anello al legittimo proprietario. Dopo quest'ultimo appello, il nostro gnomo muore a causa delle ferite riportate dopo lo schianto dello Zeppelin con il suolo. Di lì a poco il nostro protagonista viene salvato da un distinto signore, Virgil, il quale, ci rivela che, secondo lui, siamo la reincarnazione di un elfo, un antico eroe, reclamato da divine profezie.

## Ambientazione
Il gioco è ambientato in un contesto storico che spazia dal medioevo tipico del fantasy fino ad un'età industriale, con treni a vapore e mitragliatrici artigianali.
Alcune città grazie alla tecnologia stanno fiorendo, mentre quelle che rimangono ancorate alla vecchia magia sono in declino. Intrighi e inganni si celano dietro ai vari regni, mentre gli orchi schiavizzati nelle fabbriche vogliono la libertà. Nel frattempo nelle grandi città il "Sotterraneo dei Ladri" gestisce i furti e il mercato nero.

## Modalità di gioco
Il giocatore dovrà scegliere se prediligere la magia o la tecnologia (o mantenersi neutro). Spendendo punti negli schemi tecnologici oppure acquistandone dai venditori il giocatore potrà costruire, usando 2 componenti, degli oggetti straordinari, che spaziano da una spada sputacido a veleni e droghe, fino anche a un robottino e vari tipi di esplosivi, tra cui la dinamite.
Se prediligerà la magia sarà più facile il malfunzionamento degli oggetti tecnologici, ma potrà scegliere tra un vasto repertorio di magie che permettono di avere vari effetti, come diventare più bello o più forte, rallentare il tempo, teletrasportarsi o disintegrare i nemici. Nel caso prediliga la tecnologia qualsiasi effetto magico (benefico o malefico) avrà un effetto ridotto o perfino nullo.
Il personaggio sarà influenzato dalle diverse azioni che farà nell'allineamento e nella reputazione con le varie fazioni di gioco. Il primo misura la malvagità o la bontà del personaggio, la seconda dipende dalle azioni fatte nei confronti di una determinata fazione.
Arcanum non propone il sistema della classi come altri titoli del genere, ma ad ogni aumento di livello guadagneremo 1 punto (2 ogni 5 livelli, 5 ci saranno dati all'inizio del gioco) spendibile per aumentare le nostre caratteristiche fisiche e mentali, migliorare le nostre abilità di combattimento, sociali, tecnologiche o criminali, oppure ancora imparare a costruire nuovi macchinari o nuove magie. Si può comunque scegliere una "classe guida" tra quelle suggerite dallo stesso gioco, e i punti guadagnati verranno automaticamente distribuiti secondo la classe.
Il gioco offre un numero di missioni, di oggetti e di creature comparabile ai migliori titoli odierni, malgrado l'aspetto grafico sia talvolta lo stesso per oggetti e creature diverse.
Quasi tutte le missioni si potranno affrontare con diversi approcci, lasciando al giocatore la quasi totalità di scelta. La stessa trama ha più varianti in vari punti.
Sparsi per il mondo inoltre ci sono gli altari degli dei del gioco, ognuno pronto a dare la sua benedizione a coloro che faranno loro un'offerta e a maledire i benedetti dalle divinità da loro odiate. La religione degli dei di Arcanum è molto complessa e risolvere il mistero che c'è dietro può portare a ricevere benedizioni consistenti, ma eventuali errori possono causare dei malus alle statistiche o, se ci si offre alla divinità più forte del gioco al momento sbagliato, anche la morte del personaggio.
Per viaggiare da un luogo ad un altro, dopo che in qualche modo il personaggio saprà con precisione dov'è il posto, si utilizza il viaggio veloce, una modalità che permette di attraversare le parti disabitate del mondo velocemente, rischiando sempre però di fare brutti incontri, che vanno da qualche lupo a briganti assetati di denaro.

## Compagni
Si possono portare con sé vari compagni, a seconda del proprio livello, allineamento, tecnologia/magia, persuasione e carisma.
Essi, oltre ad aiutare il giocatore nei combattimenti e nel trasporto di oggetti, serviranno anche per la costruzione di marchingegni, per scagliare determinate magie e talvolta per fare prove di abilità. Gli alleati che si portano con sé possono modificare notevolmente lo svolgersi del gioco e le interazioni con le altre persone (ad esempio, se si viaggia con compagni molto buoni e si cominciano a distruggere le città, è possibile che essi abbandonino il personaggio o addirittura che si ribellino e lo attacchino, cercando di fermarlo)
I compagni sono molto vari, da Virgil, sacerdote curatore che guiderà il personaggio lungo la trama, come Virgilio per Dante; a Magnus, nano combattente burbero, che si unirà al protagonista per faccende di famiglia, passando per un Cane molto forte nel combattimento in mischia e un Ragno Meccanico Curatore. Inoltre si potranno sempre evocare creature tramite la magia o costruirsele tramite la tecnologia.
Per quasi tutti i compagni che si potranno portare con sé sono presenti delle sottotrame spesso interessanti, che si evolveranno durante la storia.

## Critica
Il gioco ha ricevuto giudizi molto buoni dalle riviste e dai siti del settore videoludico: la rivista Pc Gamer ha valutato Arcanum 90/100.